# Dâu gia xoan
Dâu gia xoan hay dâu da xoan, giâu gia xoan, giâu gia nhà, giâu gia thơm, xoan nhừ (danh pháp hai phần: Spondias lakonensis) là loài cây thuộc họ Đào lộn hột.
Cây dâu gia xoan phân bố ở Trung Quốc (Hải Nam), Thái Lan, Lào, Việt Nam. Tại Việt Nam, loài này phân bố từ Hà Giang đến Đăk Lăk và được trồng ở nhiều nơi khác.
Dâu gia xoan là cây gỗ nhỏ đến trung bình, cao 10 m đến 20 m, mọc trong và ven rừng thường xanh. Quả chua, ăn được, hạt cho dầu.